# الحزب الديمقراطي (إيطاليا)
الحزب الديموقراطي (بالإيطالية: Partito Democratico) هو حزب سياسي إيطالي، ذو توجهات ديمقراطية إشتراكية. تأسس الحزب عام 2007 نتيجة اندماج حزبي اليسار في إيطاليا، الديمقراطية هي الحرية (الديزي) وديمقراطيو اليسار. يلعب المسيحيين اليساريين، حاملي إرث الحزب الديمقراطي المسيحي المنحل، دوراً رئيسياً في الحزب.
الحزب الديمقراطي انحدر من الحزب الشيوعي الإيطالي إلى الحزب اليساري ثم إلى الحزب الديمقراطي، وصاحب كل تغيير لاسم الحزب توجّها جديدا في السياسة الحزبية تتجه من اليسار إلى الوسطية.

## الأيديولوجيا
يعتبر الحزب الديمقراطي الحزب الرئيسي في طيف وسط اليسار في الساحة السياسة الإيطالية، حيث يجمع بين أفكار كل من الديمقراطية الإشتراكية والمسيحية اليسارية. ورغم الخلاف الفكري بين مكوناته، إلا أنها ارتبطت تاريخياً بحوادث مشتركة دخلت في صميم تكوينه، بدءاً بحركة المقاومة الإيطالية، ثم كتابة الدستور الإيطالي، والتسوية التاريخية التي تمت بين الحزب الديمقراطي المسيحي الإيطالي و الحزب الشيوعي الإيطالي في سبعينيات القرن العشرين، كما تأثر الحزب بالأفكار الليبرالية الأمريكية، خاصةً تجربة الحزب الديمقراطي في الولايات المتحدة. عام 2008، قال والتر فيلتروني، والذي يعتبر المؤسس الرئيسي للحزب، في تصريح لصحيفة الباييس الإسبانية، أنه يجب التعامل مع الحزب كحركة إصلاحية، مشيراً إلى أن الحزب لن ينتهج مبادئ اليسار التقليدية.

## أمناء الحزب
- والتر فيلتروني (14 أكتوبر 2007-21 فبراير 2009).
- داريو فرانشيسكيني (21 فبراير 2009-7 نوفمبر 2009).
- بيير لويجي بيرساني (7 نوفمبر 2009-20 أبريل 2013).
- غولييلمو إيبيفاني (11 مايو 2013-15 ديسمبر 2013).
- ماتيو رينزي (15 ديسمبر 2013- ).